# Xavier Caers
Xavier Caers (Mol, 5 februari 1950) is een Belgisch oud-voetballer.

## Carrière
Caers begon zijn carrière bij KFC Wezel Sport, waar hij op achttienjarige leeftijd werd weggehaald door Antwerp FC. Caers speelde tien seizoenen bij Antwerp: eerst als aanvaller, later als linksachter. Met Antwerp werd hij twee keer vice-landskampioen (1974 en 1975) en verloor hij een keer de bekerfinale (1975). In 1978 verliet hij de Bosuil en ging hij bij VC Rotselaar spelen. Hij beëndigde zijn carrière in 1984 bij KFC Dessel Sport.
Caers kwam een keer in actie voor de Rode Duivels: op 30 april 1975 speelde hij een vriendschappelijke wedstrijd tegen Nederland, waar hij na 78 minuten werd vervangen door Jean Dockx.